# Мірко Марич
Мірко Марич (хорв. Mirko Marić, нар. 16 травня 1995, Груде) — хорватський і боснійський футболіст, нападник італійської «Монци».

## Клубна кар'єра
Народився 16 травня 1995 року в місті Груде, Боснія і Герцеговина, в родині боснійських хорватів. Вихованець футбольної школи клубу «Широкі Брієг». Дорослу футбольну кар'єру розпочав 2012 року в основній команді того ж клубу, в якій провів два сезони, взявши участь у 39 матчах чемпіонату.
У березні 2014 року підписав контракт з хорватським «Динамо» (Загреб), проте аж до серпня продовжив грати за рідний клуб на правах оренди, після чого відразу був відданий в оренду в клуб «Локомотива», де за два з половиною роки встиг відіграти за загребських «локомотивів» 73 матчів в національному чемпіонаті, забивши 17 голів.
На початку 2017 року Мірко перейшов до угорського «Відеотона». 18 лютого в матчі проти «Уйпешта» він дебютував у чемпіонаті Угорщини. 22 квітня в поєдинку проти МТК Марич забив свій перший гол за «Відеотон». Втім заграти у новій команді не зумів, забивши за клуб лише 2 голи.
Влітку 2017 року Мірко повернувся до Хорватії, підписавши угоду з клубом «Осієк». 9 вересня в матчі проти «Хайдука» він дебютував за нову команду. 28 жовтня в поєдинку проти свого колишнього клубу «Локомотива» Маріч забив свій перший гол за «Осієк». Саме в «Осієку» Марич зміг проявити свій бомбардирський талант, забивши в сезоні 2018–19 20 м'ячів в 44 матчах за команду, ставши другим бомбардиром чемпіонату та найкращим у команді. За підсумками сезону 2019/20 разом з Антоніо Чолаком та Мійо Цакташем стали найкращими бомбардирами чемпіонату забивши по 20 м'ячів.
7 серпня 2020 року за 4,5 мільйона євро перейшов до італійської «Монци», яка підсилювала склад після здобуття підвищення до Серії B.

## Виступи за збірні
2011 року дебютував у складі юнацької збірної Боснії і Герцеговини, взяв участь у 18 іграх на юнацькому рівні, відзначившись 2 забитими голами.
Проте після цього футболіст вирішив змінити футбольне громадянство, оскільки поряд з боснійським він мав і хорватський паспорт. Тому з 2015 року Марич став залучатися до складу молодіжної збірної Хорватії. На молодіжному рівні зіграв у 6 офіційних матчах, забив 2 голи.
За національну збірну Хорватії дебютував 11 січня на товариському турнірі Китайський кубок в 2017 році. Тоді команда, складена з представників чемпіонату Хорватії разом із Маричем, двічі зіграла внічию (1:1) з Чилі й Китаєм, але програла цим збірним у серії післяматчевих пенальті (при цьому у грі з чилійцями саме промах Марича виявився фатальним), посівши останнє місце на турнірі

## Статистика
| Слуб             | Сезон | Чемпіонат | Чемпіонат | Кубок | Кубок | Єврокубок | Єврокубок | Загалом | Загалом |
| Слуб             | Сезон | Ігор      | Голів     | Ігор  | Голів | Ігор      | Голів     | Ігор    | Голів   |
| ---------------- | ----- | --------- | --------- | ----- | ----- | --------- | --------- | ------- | ------- |
| «Широкі Брієг»   |       |           |           |       |       |           |           |         |         |
| 2012–13          | 15    | 2         | 4         | 1     | 3     | 0         | 22        | 3       |         |
| 2013–14          | 22    | 8         | 3         | 2     | 4     | 2         | 29        | 12      |         |
| 2014–15          | 2     | 0         | 0         | 0     | 0     | 0         | 2         | 0       |         |
| Загалом          | 39    | 10        | 7         | 3     | 7     | 2         | 53        | 15      |         |
| «Локомотива»     |       |           |           |       |       |           |           |         |         |
| 2014–15          | 24    | 6         | 4         | 0     | –     | –         | 28        | 6       |         |
| 2015–16          | 31    | 8         | 3         | 3     | 4     | 1         | 38        | 12      |         |
| 2016–17          | 18    | 3         | 2         | 1     | 8     | 6         | 28        | 10      |         |
| Загалом          | 73    | 17        | 9         | 4     | 12    | 7         | 94        | 28      |         |
| «Відеотон»       |       |           |           |       |       |           |           |         |         |
| 2016–17          | 12    | 2         | 0         | 0     | 0     | 0         | 12        | 2       |         |
| 2017–18          | 4     | 0         | 0         | 0     | 4     | 0         | 8         | 0       |         |
| Загалом          | 16    | 2         | 0         | 0     | 4     | 0         | 20        | 2       |         |
| «Осієк»          |       |           |           |       |       |           |           |         |         |
| 2017–18          | 26    | 7         | 3         | 4     | 0     | 0         | 29        | 11      |         |
| 2018–19          | 36    | 18        | 3         | 1     | 4     | 1         | 43        | 20      |         |
| 2019–20          | 35    | 20        | 3         | 2     | 2     | 0         | 40        | 22      |         |
| Загалом          | 97    | 45        | 9         | 7     | 6     | 1         | 112       | 53      |         |
| Протягом кар'єри |       | 225       | 74        | 25    | 14    | 29        | 10        | 269     | 97      |

## Титули і досягнення
- Володар Кубка Боснії і Герцеговини (1):

«Широкий Брієг»: 2012-13
- Найкращий бомбардир Чемпіонату Хорватії (1):

«Осієк»: 2019-20 (20 голів)